# 에르제베트바로시
부다페스트 7구(헝가리어: Budapest VII. kerülete), 에르제베트바로시(헝가리어: Erzsébetváros)는 헝가리 부다페스트를 구성하는 23개의 구 중 하나다.